# René Araou
René Araou, nacido en Narbona el 18 de octubre de 1902 y fallecido el 8 de enero de 1955 fue un jugador de rugby francés.
Debutó con la selección francesa en el partido contra Rumanía convirtiéndose en el primer narbonés en jugar en el equipo nacional. 
Fue subcampeón olímpico en los Juegos Olímpicos de 1924.
- Datos: Q3106937